# Newport-Beach-Kalifornien-Tempel

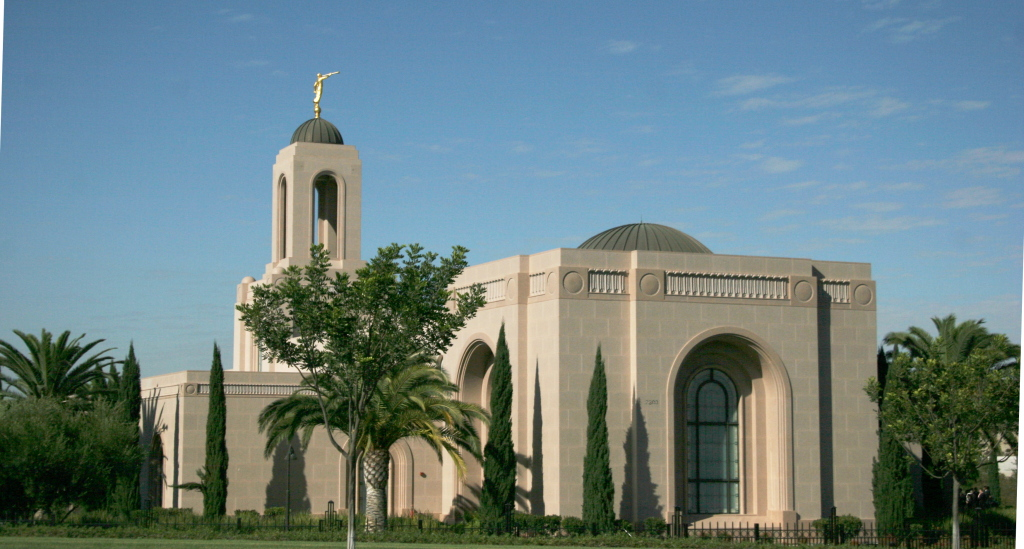
Außenansicht

Der Newport-Beach-Kalifornien-Tempel (engl. Newport Beach California Temple) ist der 122. Tempel der Kirche Jesu Christi der Heiligen der Letzten Tage und befindet sich in Corona del Mar, einem Stadtteil von Newport Beach im US-Bundesstaat Kalifornien. 
Der Newport-Beach-Kalifornien-Tempel wurde am 21. April 2001 angekündigt und am 28. August 2005 von Gordon B. Hinckley geweiht. Der Tempel ist damit das sechste Heiligtum der Kirche im Bundesstaat Kalifornien. Er ist  im Stile spanischer Kolonialarchitektur gehalten. Die Gesamtfläche des Gebäudes beträgt 1.650 Quadratmeter. Der Turm besitzt eine Höhe von 27 Metern. Auf der Spitze der Kuppel thront eine Statue des Engels und Propheten Moroni.
Aufgrund von Anwohnerprotesten wurden die Baupläne des Newport-Beach-Kalifornien-Tempels vor der Fertigstellung abgeändert. Entgegen dem ursprünglich vorgesehenen weißen Marmor wurde ein dunklerer Farbton gewählt. Die Höhe des Turms reduzierte man von 38 auf 27 Meter. Die Außenbeleuchtung erlischt nachts gegen 23 Uhr.
In unmittelbarer Nachbarschaft des Gebäudes befinden sich die University of California at Irvine und das noble Einkaufszentrum Fashion Island.